# Emma Härdelin
Emma Härdelin (nacida el 26 de septiembre de 1975) es una cantante y compositora sueca. Actualmente, es violinista y solista de la banda de música folk Garmarna, a la que se unió en 1993. Igualmente, es la voz principal de otra banda folk sueca llamada Triakel.

## Biografía
Nacida en una familia de músicos aclamados a nivel nacional (su padre es el famoso violinista Thore Härdelin), creció en la localidad de Kluk, Jämtland y en Delsbo, Hälsingland.
Tras realizar estudios de música folk sueca bajo la supervisión de Maria Röjås en Malung, entró a formar parte de Garmarna en 1993. Dos años más tarde, fundaría el grupo Triakel junto a Kjell-Erik Eriksson y Janne Strömstedt.